# Partido Popular de Andalucía
El Partido Popular de Andalucía es la delegación del Partido Popular y fue fundada en 1989 con el nacimiento del Partido Popular a partir de la antigua Alianza Popular. Su presidente es Juanma Moreno y su sede central está en Sevilla. Su organización juvenil es Nuevas Generaciones de Andalucía. En la actualidad es el partido del Gobierno de la Junta de Andalucía. Moreno es el primer presidente de la historia de la comunidad que no pertenece al PSOE-A. En las elecciones autonómicas de Andalucía del 2022 obtuvo un resultado histórico, siéndole otorgados 58 escaños que se materializaron en una mayoría absoluta.

## Historia
Fue fundado en 1989 y su primer presidente fue el jiennense Gabino Puche Rodríguez Acosta, que ya era el presidente a nivel autonómico del partido anterior, el llamado Alianza Popular.

## Dirección del partido
- Presidente de honor: Javier Arenas
- Presidente: Juanma Moreno
- Secretario general: Antonio Repullo
- Portavoz parlamentario: Antonio Martín Iglesias

## Direcciones provinciales

### Presidentes provinciales
- PP de Almería: Javier Aureliano García
- PP de Cádiz: Bruno García de León[6]
- PP de Córdoba: Adolfo Molina
- PP de Granada: Francisco Rodríguez
- PP de Huelva: Manuel Andrés González Rivera
- PP de Jaén: Erik Domínguez Guerola
- PP de Málaga: Patricia Navarro
- PP de Sevilla: Ricardo Sánchez Antúnez

### Secretarios generales provinciales
- PP de Almería: Ramón Fernández Pacheco
- PP de Cádiz: Almudena Martínez del Junco
- PP de Córdoba: Araceli Cabello
- PP de Granada: Jorge Saavedra
- PP de Huelva: Berta Centeno
- PP de Jaén: Elena González
- PP de Málaga: José Ramón Carmona
- PP de Sevilla: Agustín Aguilera

## Presidentes del partido
| Presidente | Presidente                        | Presidente               | Desde | Hasta | Notas |
| ---------- | --------------------------------- | ------------------------ | ----- | --- | --- |
|            |                                   | Antonio Hernández Mancha | 1980  | 1987 | Fue el primer presidente de Alianza Popular de Andalucía en febrero de 1980, tras el Congreso Constituyente de la estructura regional en Fuengirola. Dejó la política andaluza para ser presidente de Alianza Popular a nivel nacional. |
|            | Gabino Puche Rodríguez Acosta     | 1987                     | 1989  | Último presidente de Alianza Popular y primero del Partido Popular a nivel regional. | |
|            | Gabino Puche Rodríguez Acosta     |                          | 1989  | Último presidente de Alianza Popular y primero del Partido Popular a nivel regional. | 1993 |
|            | Francisco Javier Arenas Bocanegra | 1993                     | 1999  | Dejó la política andaluza para convertirse en ministro. | |
|            | María Teófila Martínez Saiz       | 1999                     | 2004  | Compaginó su cargo en el parlamento con la alcaldía de Cádiz | |
|            | Francisco Javier Arenas Bocanegra | 2004                     | 2012  | Volvió a la política andaluza tras las Elecciones al Parlamento de Andalucía de 2004. Ganó las Elecciones al Parlamento de Andalucía de 2012 pero no puedo formar gobierno y Mariano Rajoy lo reclamó para ser su número 3. | |
|            | Juan Ignacio Zoido Álvarez        | 2012                     | 2014  | Compaginó su cargo con la alcaldía de Sevilla | |
|            | Juan Manuel Moreno Bonilla        | 2014                     |       | Primer presidente popular de la Junta de Andalucía.En las elecciones andaluzas de 2022 consiguió mayoría absoluta | |

## Resultados electorales

### Parlamento de Andalucía
| Parlamento de Andalucía |         |    |          |           |         |                                      |                            |
| Elecciones              | Escaños | ±  | Posición | Votos     | %       | Resultado                            | Líder                      |
| 1982a                   | 17/109  | 17 | 2º       | 484,474   | 17.06%  | Oposición                            | Antonio Hernández Mancha   |
| 1986b                   | 28/109  | 11 | 2º       | 745,485   | 22.29%  | Oposición                            | Antonio Hernández Mancha   |
| 1990                    | 26/109  | 2  | 2º       | 611,734   | 22.27%  | Oposición                            | Gabino Puche               |
| 1994                    | 41/109  | 15 | 2º       | 1,238,252 | 34.36%  | Oposición                            | Javier Arenas              |
| 1996                    | 40/109  | 1  | 2º       | 1,467,700 | 34.18%  | Oposición                            | Javier Arenas              |
| 2000                    | 46/109  | 6  | 2º       | 1,535,987 | 38.52%  | Oposición                            | Teófila Martínez           |
| 2004                    | 37/109  | 9  | 2º       | 1,426,774 | 32,23%  | Oposición                            | Teófila Martínez           |
| 2008                    | 47/109  | 10 | 2º       | 1,730,154 | 38.45%  | Oposición                            | Javier Arenas              |
| 2012                    | 50/109  | 3  | 1º       | 1,570,833 | 40,66%  | Oposición                            | Javier Arenas              |
| 2015                    | 33/109  | 17 | 2º       | 1,066,458 | 26.65%  | Oposición                            | Juan Manuel Moreno Bonilla |
| 2018                    | 26/109  | 7  | 2º       | 749,275   | 20.75%  | Gobierno de coalición con Ciudadanos | Juan Manuel Moreno Bonilla |
| 2022                    | 58/109  | 32 | 1º       | 1,571,655 | 43.12 % | Gobierno mayoritario                 | Juan Manuel Moreno Bonilla |

a Cómo Alianza Popular

b Cómo Coalición Popular

-

### Elecciones generales
| Congreso de los Diputados |         |    |          |           |        |
| Elecciones                | Escaños | ±  | Posición | Votos     | %      |
| 1977a                     | 0/59    |    | 5º* (4º) | 207,034   | 7.07%  |
| 1979b                     | 0/59    |    | 5º       | 125,963   | 4.28%  |
| 1982a                     | 15/59   | 15 | 2º       | 757,182   | 22.17% |
| 1986a                     | 15/60   |    | 2º       | 764,732   | 22.68% |
| 1989                      | 12/61   | 3  | 2º       | 688,625   | 20.17% |
| 1993                      | 20/61   | 8  | 2º       | 1,195,476 | 29.8%  |
| 1996                      | 24/62   | 4  | 2º       | 1,530,057 | 35.38% |
| 2000                      | 28/62   | 4  | 2º       | 1,639,034 | 40.57% |
| 2004                      | 23/61   | 5  | 2º       | 1,514,987 | 33.69% |
| 2008                      | 25/61   | 2  | 2º       | 1,721,824 | 38.18% |
| 2011                      | 33/60   | 8  | 1º       | 1,985,612 | 45.57% |
| 2015                      | 21/61   | 12 | 2º       | 1,294,293 | 29.08% |
| 2016                      | 23/61   | 2  | 1º       | 1,426,258 | 33.53% |
| Abril de 2019             | 11/61   | 12 | 3º       | 787,384   | 17.18% |
| Noviembre de 2019         | 15/61   | 4  | 2º       | 877,202   | 20.54% |
| 2023                      | 25/61   | 10 | 1º       | 1,588,179 | 36.44% |

a Cómo Alianza Popular

b Cómo Coalición Democrática